# アジア南洋州脳神経外科コングレス
アジア南洋州脳神経外科コングレス（アジアなんようしゅうのうしんけいげかコングレス、Asian Australasian Congress of Neurological Surgeons、略称：AACNS）は、アジアと南洋州（オーストラリア、ニュージーランドと南洋諸島）の著名な脳神経外科医により組織され、アジア南洋州各地で4年に一度開催されているコングレス（会議）。

## 概要
アジア・南洋州の脳神経外科医の学術交流を行うために1964年に組織された。アジアを対象として、1996年に組織されたアジア脳神経外科コングレス Asian Congress on Neurological Surgeons (ACNS)はアジアの若手脳神経外科医を対象として主に教育研修を提供するために1996年に組織されたもので、両者のエリアや役割は異なる。これまで学術集会を4年に一度、開催し、アジア・南洋州の脳神経外科医の学術交流を推進してきた。機関誌として Journal of Clinical Neuroscience を刊行している。

## 学術集会の開催
AACNSとして、第1回は1964年にキャンベラ（オーストラリア）にて、第2回は1967年にシドニー（オーストラリア）にて、第3回は1971年に東京（日本）にて、第4回は1975年にマニラ（フィリピン）、第5回は1979年にバンコク（タイ）、第6回は1983年に香港にて、第7回は1987年にブリスベン（オーストラリア）にて、第8回1991年はソウル（韓国）にて、第9回は1995年に台北（台湾）にて、第10回は1999年にラホーレ（パキスタン）にて、第11回は2003年にシンガポールにて、第12回は2007年に名古屋（日本）にて、第13回は2011年に台北（台湾）にて、第14回は2015年に済州島（韓国）にて開催された。第15回は2019年にインドにて開催予定である。